# Kara-Suu
Kara-Suu (ryska: Кара-Суу, Кара Суу) är en distriktshuvudort i Kirgizistan. Den ligger i oblastet Osj, i den västra delen av landet, 280 km sydväst om huvudstaden Bisjkek. Kara-Suu ligger 744 meter över havet och antalet invånare är 17 800.
Terrängen runt Kara-Suu är lite kuperad. Runt Kara-Suu är det ganska tätbefolkat, med 134 invånare per kvadratkilometer. Närmaste större samhälle är Osh City, 18,9 km söder om Kara-Suu. Trakten runt Kara-Suu består till största delen av jordbruksmark.